# Linia Leninskaja Nowosybirskiego Metra
Linia Leninskaja Nowosybirskiego Metra (ros: Ленинская линия) – jedna z dwóch linii Nowosybirskiego Metra. Jest to najdłuższa i najstarsza linia w Nowosybirsku. Uruchomiona na przełomie 1985 i 1986 roku.

## Historia
Przebieg potencjalnej linii nowosybirskiego metra dyskutowany był jeszcze w latach sześćdziesiątych XX wieku, gdy wykonano plany i rozpoczęto przygotowania do budowy systemu kolei podziemnej w metropolii nowosybirskiej. Pierwsze plany zakładały, że linia metra zostanie puszczona pod centralnie położonym Placem Lenina (co faktycznie się stało, znajduje się tam obecnie stacja Plac Lenina), a także pod Nowosybirskim Dworcem Kolejowym, z którym to projektowana linia miała zostać połączona by stworzyć zintegrowany i płynny system transportu ludności dla miasta i obwodu nowosybirskiego. Ten ostatni pomysł nie został zrealizowany. Koszty budowy linii zostały oszacowane na ponad 110 milionów sowieckich rubli. 12 maja 1979 roku rozpoczęto budowę. Huczna uroczystość inicjacji konstrukcji, na której pojawili się przedstawiciele najwyższych władz miasta i regionu, odbyła się w miejscu dzisiejszej stacji Oktiabrskajej. Linia Leninskaja ukończona została ostatecznie 28 grudnia 1985 roku - wtedy to nastąpił techniczny odbiór oraz wydana została zgoda na uruchomienie pełnoprawnego przewozu pasażerów. Dla ludności Nowosybirskie Metro w tych czasach składało się tylko z jednej linii (właśnie Lenińskiej) zostało otwarte 7 stycznia 1986 roku, a linia ta obsługiwała wówczas 5 stacji. Wystrój stacji znajdujących się na trasie Linii Leninskajej jest podobny, bogato nasycony sowiecką symboliką i ornamentyką. Elementy wykończeniowe użyte na stacjach to najczęściej granit i marmur. 
26 lipca 1991 roku do ruchu włączono dwie następne stacje: Plac Marksa i Studenczeskaję. Jak się później okazało były to dwie ostatnie stacje uruchomione jeszcze za czasów sowieckich. Kolejne stacje linii zostały oddane do użytku już po rozpadzie Związku Radzieckiego i przemianach jakie zaszły w Federacji Rosyjskiej w latach dziewięćdziesiątych. Były to stacja Gagarinskaja i Zajelcowskaja. Od 2010 roku prowadzone są prace nad budową stacji Plac Stanisławskiego. Liczne zmiany koncepcji i priorytetów przy procesie powiększania nowosybirskiego systemu kolei podziemnej powodują, że jej budowa rozpocznie się dopiero za kilka lat.

## Lista stacji i zajezdni

### Stacje
- Zajelcowskaja
- Gagarinskaja
- Krasnyj Prospekt
- Plac Lenina
- Oktiabrskaja
- Riecznoj wokzał
- Sportiwnaja (nieczynna)
- Studenczeskaja
- Plac Marksa
- Plac Stanisławskiego (planowana)

### Zajezdnie
- Zajezdnia TCz-1